# Arrenurus tahoei
Arrenurus tahoei är en kvalsterart som först beskrevs av Marshall 1910.  Arrenurus tahoei ingår i släktet Arrenurus och familjen Arrenuridae. Inga underarter finns listade i Catalogue of Life.